# EXNOA
合同会社EXNOA（エクスノア、英: EXNOA LLC）は、ゲームプラットフォーム「DMM GAMES」のプラットフォーム事業、ゲームパブリッシング事業、コンテンツ事業、海外事業、投資事業を行う日本の企業。DMM.comグループに属する。最高経営責任者CEOは村中悠介。
元々はDMM.comのゲーム事業部だったが、2018年3月1日に合同会社DMM GAMES（ディーエムエムゲームズ）として独立・分社化。2020年4月に現商号に変更している。

## 沿革
- 2011年12月13日 - DMM.comにてフィーチャーフォン版オンラインゲームサービス開始[4]。
- 2012年8月1日 - DMM.comにてPC版オンラインゲームサービス開始[5]。
- 2013年4月 - 『艦隊これくしょん -艦これ-』リリース
- 2015年1月 - 『刀剣乱舞 ONLINE』リリース
- 2016年1月 - 『エルダー・スクロールズ・オンライン 日本語版』リリース
- 2017年
  - 7月 - 定額制PCゲームソフト遊び放題サービス「DMM GAMES PREMIUM」（現：GAME 遊び放題）を開始[6]
  - 12月13日 - 合同会社DMM GAMESを設立。
- 2018年
  - 2月8日 - Nintendo Switch専用ゲームソフト『がるメタる!』を発売[7]。
  - 3月1日 - 株式会社DMM.comと株式会社DMM.comラボのゲーム事業の権利義務の一部を分割し、合同会社DMM GAMESに継承[8]。
  - 8月14日 - DMM GAMESオープンプラットフォーム化[9]　
  - 9月19日 - ベンチャー企業に対する投資や共創推進を行うコーポレートベンチャーキャピタル「DMM GAMES Ventures」を設立[10]
  - 12月1日 - 韓国におけるゲーム事業展開のため「DMM GAMES KOREA Co., Ltd.」を設立[11]
- 2019年4月 - グローバルプラットフォームをローンチ
- 2020年
  - 4月10日 - 合同会社DMM GAMESから合同会社EXNOAに商号変更
  - 4月20日 - 社名変更に伴い、ゲームプラットフォームのブランドを「DMM GAMES」（一般）と「FANZA GAMES」（成人向け）に区分[12]
- 2021年
  - 3月1日 - 合同会社EXNOAが株式会社OVERRIDEを吸収合併。株式会社ティーアイエスの二次元コンテンツ事業を分割し、合同会社EXNOAに継承[13]。
  - 8月 - 株式会社EXNOAホールディングスが合同会社DGホールディングスの持分の保有を通じた投資先の経営管理事業に関する権利義務の一部を承継
- 2022年
  - 9月 - 合同会社EXNOAより、長谷川雄大が率いる「クリエイティブチーム くまさん」、ならびに同社傘下のプロデュース・ディレクション部門を分割し、新たに株式会社Studio KUMASANを設立[14]
  - 10月 - 合同会社EXNOAが株式会社ティーアイエスの事業に関して有する権利義務の一部を承継[15]
  - 10月 - 合同会社EXNOAが合同会社DMM.comの事業に関して有する権利義務の一部を承継[15]
- 2023年
  - 8月 - DMM GAMES・FANZA GAMESにおいて、オリジナルグッズショップ「DMM GAMESショップ／FANZA GAMESショップ」をオープン[16]

## プラットフォーム事業
EXNOAがゲームプラットフォーム提供するゲームのうち、成人向けの表現を含むゲームを「FANZA GAMES」（旧：DMM GAMES.R18）、そうでないものを「DMM GAMES」として提供している。「DMM GAMES」「FANZA GAMES」双方において成人向けの表現の有無以外ほぼ同一内容・同一タイトルで提供しているゲームが複数ある。
ゲームはブラウザゲーム・ダウンロード型ゲームに大別され、ダウンロード型ゲームをPCでインストール・起動するには専用アプリ『DMM GAME PLAYER』のインストールが必要である。一般版とR18版があるタイトルではセーブデータを共用している場合がある（『千年戦争アイギス』『神姫PROJECT』など）。またスマートフォン向けゲームアプリでは各アプリストアからダウンロードできるゲームもあるが、基本的にはAndroid版「DMM GAMEストア」を経由してダウンロードすることになる（いわゆる野良アプリ）。アプリストアを通さない性格上、iOSには対応していない。
なお、一般版でも18歳未満の利用はできない。DMM.comはその理由として、未成年者によるアイテム課金などの諸問題を挙げている。
これらのゲームは基本的には無料で提供されているが、課金によってプレイヤーに有利に働くアイテムなどが入手できる点については他企業の運営方針と同様である。いわゆる「18禁ゲーム」が無料でプレイできることから、多くの成人男性層に支持されている。

### DMM GAMES
- DMM GAMES 基本無料ゲーム ※PCブラウザゲーム、PCダウンロードゲーム（ダウンロード型オンラインゲーム）、スマホブラウザゲーム、Androidアプリゲームのゲームプラットフォーム。
- DMM GAMES 有料ゲーム（DMM GAMES  PCゲームフロア） ※PCゲーム（ダウンロード版・ブラウザ版）の販売サイト。
- GAMES 遊び放題  ※DMM GAME PLAYERで一般向けPCゲームが遊び放題になる定額制サービス。
- DMM GAMES ボイス ※ASMR・ボイスドラマの音声作品のダウンロード販売サイト
- コミュニティ ※ゲームに関するコメントと画像が投稿できる電子掲示板サイト。

### FANZA GAMES
- FANZA GAMES 基本無料ゲーム※アダルトPCブラウザゲーム、アダルトPCダウンロードゲーム（ダウンロード型オンラインゲーム）、アダルトスマホブラウザゲーム、アダルトAndroidアプリゲームのゲームプラットフォーム。
- FANZA GAMES 有料ゲーム（FANZA GAMES  アダルトPCゲームフロア） ※アダルトPCゲーム（ダウンロード版・ブラウザ版）・音楽のダウンロード販売サイト。
- FANZA GAMES 同人ゲーム ※アダルトPC同人ゲームのダウンロード販売サイト。
- GAME 遊び放題 プラス  ※DMM GAME PLAYER・WEBブラウザでアダルトPCゲームが遊び放題になる定額制サービス。
- FANZA GAMES  ボイス ※ASMR・ボイスドラマの音声作品のダウンロード販売サイト
- コミュニティ ※ゲームに関するコメントと画像が投稿できる電子掲示板サイト。

## パブリッシング・コンテンツ事業

### 一般オンラインゲーム
- 艦隊これくしょん -艦これ- ※DMM.com POWERCHORD STUDIO/C2/KADOKAWA[注 1]　2013年4月23日開始
- 千年戦争アイギス（旧『千年戦争アイギス 〜一般版〜』） ※EXNOA LLC　2014年8月5日開始
- 御城プロジェクト:RE〜CASTLE DEFENSE〜（旧『御城プロジェクト』） ※DMM GAMES　2014年11月11日開始
- 刀剣乱舞 ONLINE ※EXNOA LLC/Nitroplus　2015年1月14日開始
- FLOWER KNIGHT GIRL ※EXNOA LLC　2015年1月27日開始
- 神姫PROJECT[注 2] ※DMM GAMES/テクロス　2016年3月30日開始
- 文豪とアルケミスト ※EXNOA LLC　2016年11月1日開始
- 戦乱プリンセス ※EXNOA LLC/OIRAN DOCHU/GeePlus, Inc.
- あいりすミスティリア!〜少女のつむぐ夢の秘跡〜 ※EXNOA LLC/オーガスト (ブランド)/ARIA
- ふるーつふるきゅーと! 〜創生の大樹と果実の乙女〜 ※DMM GAMES　2019年8月19日開始
- あやかしランブル! ※DMM GAMES/テクロス　2019年10月17日開始
- デタリキZ 特別防衛局隊員の日常 ※DMM GAMES　2019年11月12日開始[19]
- DeepOne 虚無と夢幻のフラグメント ※Nameles　2020年5月12日開始
- ミストトレインガールズ〜霧の世界の車窓から〜 ※EXNOA LLC/Studio KUMASAN Inc./KMS,inc.　2020年9月16日開始
- エデンズリッターグレンツェ ※EXNOA LLC　ジャンル：RPG　2021年1月18日開始[20][21]
- ミナシゴノシゴト ※EXNOA LLC /whomor.inc /AREAREA STUDIO　2021年2月9日開始
- 戦国†恋姫オンライン〜奥宴新史〜 ※EXNOA LLC/NEXTON/BaseSon　2021年3月23日開始
- エンジェリックリンク ※EXNOA LLC　2021年8月19日開始
- 救世少女メシアガール おかわり（旧『救世少女メシアガール』） ※EXNOA LLC　2021年9月7日開始
- れじぇくろ！〜レジェンド・クローバー〜 ※EXNOA LLC/テクロス　2021年10月26日開始
- シュガーコンフリクト-甘いケモノ計画- ※EXNOA LLC/合同会社ショコラ　ジャンル：RPG　2022年1月18日開始
- クリムゾン妖魔大戦 ※2022年3月3日開始
- グリザイア 戦場のバルカローレ ※EXNOA LLC/フロントウイング　2022年4月5日開始
- 天啓パラドクス ※EXNOA LLC / KMS, inc.　2022年4月13日開始
- モンスター娘TD〜ボクは絶海の孤島でモン娘たちに溺愛されて困っています〜 ※EXNOA LLC　2022年5月9日開始
- コードギアス 反逆のルルーシュ ロストストーリーズ ※2022年5月17日
- 宝石姫 Reincarnation ※EXNOA LLC　ジャンル：目が離せなくなる放置ゲーム　キャラクターモデル＆キャラクターモーション制作・プロジェクトマネジメント：株式会社PICO studio　2022年10月5日開始[注 3]
- おさわり勇者さま ※2022年11月21日開始
- クレイヴ・サーガ 神絆の導師 ※EXNOA LLC
- 我が姫君に栄冠をクライマックス ※みなとそふと／EXNOA LLC　2023年6月22日開始[22]
- ティンクルスターナイツ ※EXNOA LLC/Studio KUMASAN Inc.　2023年7月7日開始[23]
- ハーレムオブトーキョー ※EXNOA LLC　2023年9月20日開始[24]
- ガールズクリエイション -少女藝術綺譚- ※EXNOA LLC/Studio KUMASAN Inc.　2023年10月24日開始[25]
- スイートホームメイド ※EXNOA LLC　2023年11月16日開始[26]

#### 日本語ローカライズ
- エルダー・スクロールズ・オンライン 日本語版 （PC【DMM GAME PLAYE】）※ベセスダ・ソフトワークス、ゼニマックス・オンライン・スタジオ
- CROSSOUT（PC【DMM GAME PLAYE】・PlayStation 4・PlayStation 5） ※Gaijin Entertainment/Targem Games[27]
- War Thunder（PC【DMM GAME PLAYE】・PlayStation 4・PlayStation 5）※Gaijin Entertainment
- Enlisted（PC・PlayStation 4・PlayStation 5） ※Gaijin Entertainment. Developed by Darkflow Software
- CRSED（PlayStation 4・PlayStation 5・Nintendo Switch）※Darkflow Software/Gaijin Entertainment

### アダルトオンラインゲーム
- 千年戦争アイギスR（旧『千年戦争アイギス』） ※DMM.comラボ、レーベル：TeaM/Rider　2013年11月26日開始
- ようこそ!恋ヶ崎女学園へ ※DMM.comラボ、レーベル：PINK STAR　2014年5月27日開始
- FLOWER KNIGHT GIRL 〜X指定〜 ※レーベル：PINK STAR
- 戦乱プリンセスG　※提供：合同会社EXNOA
- 神姫PROJECT R  ※DMM.comラボ、レーベル：vivid bit
- 同級生〜Another World〜 ※DMM.comラボ
- あいりすミスティリア!R〜少女のつむぐ夢の秘跡〜 ※オーガスト/EXNOA LLC
- 卑作
- ふるーつふるきゅーと！R 〜創生の大樹と果実の乙女〜
- あやかしランブル！ X指定
- デタリキZX 特別防衛局隊員の日常
- DeepOne 虚無と夢幻のフラグメント R
- ミッドナイトガールズR ※DMM GAMES　ジャンル：アダルトRPG　2020年6月24日開始[28][29]
- ミストトレインガールズ〜霧の世界の車窓から〜 X
- エデンズリッターグレンツェX
- ミナシゴノシゴトR
- 戦国†恋姫オンラインX〜奥宴新史〜
- エンジェリックリンクR
- 救世少女メシアガールX おかわり（旧『救世少女メシアガールX』）
- れじぇくろ！〜レジェンド・クローバー〜 X指定
- シュガーコンフリクトX-甘いケモノ計画-
- クリムゾン妖魔大戦X ※EXNOA LLC
- 天啓パラドクスX
- モンスター娘TD〜ボクは絶海の孤島でモン娘たちに溺愛されて困っています〜X
- 宝石姫 Reincarnation 〜X指定〜
- おさわり勇者さまR
- ティンクルスターナイツX
- ハーレムオブトーキョーX

### 他社提供ゲーム
- 先生、学校でしようよ！ ※株式会社WILL、レーベル：AV GAMES
- ハーレムオブパイレーツ ※株式会社WILL、レーベル：AV GAMES
- 特命！ハメまくりカンパニー ※株式会社WILL、レーベル：AV GAMES
- 戦国愛撫〜CHIGIRI〜 ※株式会社WILL、レーベル：AV GAMES
- 美少女全鑑☆キャンパス編 ※株式会社WILL、レーベル：AV GAMES
- オトナのナンプレ ※株式会社WILL、レーベル：AV GAMES
- オトナの二角取り ※株式会社WILL、レーベル：AV GAMES
- 対魔忍RPG（X） ※提供：株式会社インフィニブレイン
- 淫魔降臨デビル☆カーニバル[注 4] ※サイテック株式会社
- 淫妖蟲 禁 〜少女姦姦物語〜 ※提供：有限会社アートストック
- LAST DRAGOON 〜禁断のXXX〜 ※提供：ペイサービス株式会社
- HOUNDS ※Netmarble Games/Netmarble Neo[30]
- 100万人のWinning Post Special ※提供：コーエーテクモゲームス
- アイドルうぉーず〜100人のディーバと夢見がちな僕〜 ※提供：株式会社エディア[31][32]
- アイドルうぉーずZ〜100人のディーバと夢見がちな僕〜 ※提供：合同会社マウス＆ウォッシュ
- モンスターハンター フロンティアZ ※CAPCOM
- Shadowverse ※Cygames
- グランブルーファンタジー ※Cygames
- プリンセスコネクト! Re:Dive ※Cygames
- ウマ娘 プリティーダービー ※Cygames
- アイドルマスター シンデレラガールズ スターライトステージ ※バンダイナムコエンターテインメント
- 天穹ノ彼方の錬星郷（X指定） ※株式会社クレオラボ
- インペリアル サガ エクリプス ※スクウェア・エニックス
- ハニー×ブレイド（X指定） ※提供：株式会社RGB
- ぼくらの放課後戦争！-AFTER SCHOOL WARS- ※提供：株式会社クリアレーヴ
- アイオライトリンク ※提供：株式会社Hexatonics
- 真・戦艦帝国 ※提供：日本華清飛揚株式会社/Sincetimes
- アートワール魔法学園の乙女たち ※提供：株式会社テンクロス
- オトギフロンティア（R） ※提供：株式会社KMS　2017年8月30日開始
- マギアレコード 魔法少女まどか☆マギカ外伝 ※アニプレックス/f4samurai　2019年4月8日開始
- 超昂大戦 エスカレーションヒロインズ ※提供：株式会社チャンピオンソフト　2020年11月25日開始
- メメントモリ (ゲーム) ※2022年10月18日開始
- ドルフィンウェーブ ※2022年10月20日開始
- アライアンスセージ・魔脈の花嫁と魔王の柱 ※株式会社エイシス（運営）/Studio Sages（開発）[注 5]　ジャンル：アダルトRPG　2022年11月28日開始[33][34]
- アスタータタリクス ※Studio FgG（株式会社gumi）/アニプレックス　ジャンル：シミュレーションRPG　2023年12月11日開始
- アライアンスセージ・魔脈の花嫁と魔王の柱 最強健全版 ※ジャンル：RPG　2024年3月25日開始
- 学園アイドルマスター ※バンダイナムコエンターテインメント　2025年3月18日開始

### 終了したオンラインゲーム
- トクトウ 特殊盗撮師アナヤマの女子寮生活 ※2012年10月9日終了
- B.B.IDOLコレクション ※2012年12月14日終了
- ぬぎジャン ※DMM.comラボ　2013年7月終了
- ノ・ゾ・キ・ア・ナ ※2013年7月31日終了
- ヒロインウォーズ ※DMM.comラボ　2013年8月30日終了
- はれんち昆虫戦記 ムシ★パラ ※2013年9月11日終了
- それでもオレはやってやる! ※2013年9月19日終了
- メイコレ！ ※DMM.comラボ/@ほぉ〜むカフェ　2013年10月31日終了
- エロ街ック天国 ※2013年10月31日終了
- 俺の奴隷たち ※2013年11月18日終了
- はれぷろ!! - 恋する美少女ハーレムプロデューサー - ※DMM.comラボ　2013年11月22日終了
- 妄姦スクラッチ ※2013年11月28日終了
- 惑星彼女 ※2013年12月6日終了
- 絶頂!!イカせてファイト-キャノプリカードバトル- ※2013年12月16日終了
- 大性乱!寝取られキングダム ※2013年12月19日終了
- 天マン魔境 ※2013年12月24日終了
- やっちゃえ！！酔いどれ娘 ※DMM.comラボ　2013年12月26日終了
- 楽園モッコリーナ ※2014年1月31日終了
- 三国RPG ※2014年2月28日終了
- 魔法少女マジカルクロイツ ※2014年3月10日（『ロワイヤル』は2月28日）終了
- 輝光翼戦記　銀の刻のコロナ外伝 ※2014年3月18日終了
- ラブカーディアン ※2014年3月28日終了
- ブラックシンデレラ ※2014年3月31日終了
- ふたりエッチ18＋ ※2014年3月31日終了
- おっぱいソムリエ for DMM ※2014年3月31日終了
- 実写素人ナンパ号 ※2014年04月17日終了。
- 特命係長只野仁〜盗撮動画撲滅編〜 ※2014年04月30日終了。
- MAD ECSTASY〜欲望の街〜 ※DMM.comラボ 2014年04月30日終了。
- エンジェルカジノクラブ（旧ガールズカジノバトル） ※2014年04月30日終了。
- フォトかん☆ ※2014年05月21日終了。
- 姫声〜ひめこえ〜 ※DMM.comラボ 2014年05月30日終了。
- 鉄壁の女神 ※2014年7月10日終了。
- ダンジョントラベラーズ CRYマックス ※2014年07月14日終了。
- 御伽綺譚 ※2014年07月14日終了。
- グリザイアの安息 ※2014年07月22日終了。
- 特命OL×制服ブレイク ※DMM.comラボ　2014年07月28日終了。
- 純潔ブレイカー ※2014年07月31日終了。
- セクシャルアーツマイスター ※DMM.comラボ 2014年8月7日終了。
- Z/X IGNITION 五世界の輪舞 ※トムス・エンタテインメント 2014年8月11日終了。
- ケイオスクルセイダーズ ※韓国Galaxy Gate 2014年8月29日終了。
- めちゃ婚 ※2014年8月29日終了。
- ミスティアージュ〜恋する君とさがしもの〜 ※DMMゲームズ/株式会社モバイル&ゲームスタジオ、協力：オペラハウス
- ロイドマスター ※2014年09月30日終了。
- まん●コレクション〜カジノピザッツ〜 ※2014年09月30日終了。
- バーチャファイターフィーバーコンボ ※セガ/Ys Net/DMM.com 2014年09月30日終了
- 聖ラブリィ学園 ※2014年10月29日終了。
- エロキャバコレクション ※株式会社ハリアップ2014年11月28日終了。
- 〜征服Ｘ絶頂〜創世のマラブレイド ※2014年11月28日終了。
- セクフレ（仮） ※2014年12月10日終了。
- グランドクエスト ※DMM.comラボ 2014年12月15日終了。
- 忘却のプリンセス ※DMM.comラボ 2014年12月16日終了。
- おしおきフェアリータ ※2014年12月18日終了。
- ハコニワーカーズ ボクと彼女とバラバラ世界 ※DMM.comラボ 2014年12月18日終了。
- 濡王〜性的欲求の放出バトルクラブ〜 ※2014年12月22日終了。
- 僕と彼女のＨなカード ※2014年12月22日終了。
- GIRL HUNTER〜レイプから始まる恋もある〜 ※2014年12月26日終了。
- エロがく〜エロと科学と学園モノ〜 ※2014年12月26日終了。
- 人造乙女アンドロメイデン ※2015年1月6日終了。
- AV女優をつくろう！ ※2015年1月9日終了。
- 恋と魔眼のぱいっくす!! ※SILKY'S/DMMゲームズ 2015年1月13日終了。
- くりいむレモン FourSeasons ※フェアリーダスト/DMM GAMES　2015年1月13日終了
- 私立桃尻学園生徒会！ ※2015年1月13日終了
- AVパチスロ〜S1〜 ※S1 2015年1月16日終了
- ハレハレ女学院 ※2015年1月26日終了。
- ドラゴンシンフォニア ※DMM.comラボ 2015年1月27日終了。
- らぶつり ※2015年1月30日終了。
- Sky・Lore（スカイ・ロア）〜七罪と海神の秘宝〜 ※PlayCoo 2015年1月30日終了。
- メイド王国ピュエーロ ※ジェイピーエー 2015年2月5日終了。
- 魔陣ソウルズ ※DMM.comラボ 2015年2月17日終了。
- 新生 イーリスフロンティア〜飛航艇団の絆〜 ※DMM.comラボ 2015年2月20日終了。
- クリムゾンガールズ おさわりバトル ※2015年2月23日終了。
- 麗奴館 ※DMM.comラボ/アタッカーズ 2015年2月27日終了。
- 触手キングダム ※2015年2月27日終了。
- 戦国AKU-ME　※DMM.comラボ　2015年2月27日終了。
- 人妻への野望ONLINE〜少子化救世主伝説〜 ※2015年3月3日終了。
- ネトラレロワイヤル ※2015年3月9日終了。
- オレは、好色一代男! -全国エロ行脚- ※2015年3月17日終了。
- 俺はこの娘(コ)を飼育する ※株式会社Views 2015年3月23日終了。
- 特務機関プワゾンアンジュ ※DMM.comラボ　2015年3月24日終了。
- スピリット・オブ・ファンタジア ※2015年3月27日終了。
- 神魔繚乱ヴェルヘイム ※2015年3月30日終了。
- ネレパラフィッシング ※DMM.comラボ 2015年3月31日終了。
- 魔法少女大戦タクティクス ※2015年3月31日終了。
- 自称探偵〜盗撮コレクション〜 ※2015年4月17日終了。
- さらぶれっ娘めいかー ※2015年4月30日終了。
- Hな呪文★覚えました！〜それよりパンツ下さい ※2015年4月30日終了。
- 絶対心撃！ピンボールハッカー ※DMM.comラボ 2015年5月11日終了。
- パズキューレ（〜X指定〜） ※2015年5月15日終了。
- アイドル☆シチュエーション ※DMM.comラボ　2015年5月18日終了。
- トランスライダー ※DMM.comラボ 2015年5月25日終了。
- メイデンガーデン ※DMM.comラボ 2015年5月25日終了。
- 究極世界制服兵器 ※DMM.comラボ 2015年5月27日終了。
- どうぶつのほし☆ ボクは種付けトレーナー ※2015年5月29日終了。
- マスターオブクイーンズ ※DMM.comラボ 2015年5月29日終了。
- クリミナルガールズ ブーセ ※日本一ソフトウェア 2015年5月29日終了。
- どスケベ萌MAX 2015年6月19日終了。
- ハメ撮りコレクション〜淫乱彼女 2015年6月19日終了。
- 俺の竿  ※DMM.comラボ 2015年6月22日終了。
- バウンティハンター 2015年6月22日終了。
- マーメイドマスター ※DMM.comラボ 2015年6月25日終了。
- 神刻の娘 -VERITAS FILIA TEMPORIS- ※2015年6月25日終了。
- ドライブオンリクエスタ ※DMM.comラボ 2015年6月25日終了。
- サシノミ!!〜ご褒美はオフィスのカレと〜 ※アイデアフラッド合同会社 2015年6月30日終了。
- アイかれ 2015年6月30日終了。
- ムーンストーン☆プリンセスコレクション 2015年6月30日終了。
- 奇妙な恋のシェアハウス ※2015年6月30日終了。
- でぃめんしょん！ぬ〜どぱにっく 2015年7月3日終了。
- OUTな寮生活 ※DMM.comラボ 2015年7月10日終了。
- プリンセスフィールド 2015年7月10日終了。
- いちゃらぶトリニティあらいあんす ※2015年7月17日終了。
- 宇宙のミネルヴァ ※2015年7月21日終了。
- いくさひめ 〜天下ワレメの戦い〜 ※DMM.comラボ 2015年7月21日終了。
- 辻堂さんの純愛ロード 全国版 ※2015年7月23日終了。
- てん☆たく 〜Tentacles Tactics〜 ※DMM.comラボ 2015年7月23日終了。
- 傀儡館の淫夢 for SmartPhone ※2015年7月23日終了。
- とある姉妹の妊婦性活 for SmartPhone ※2015年7月23日終了。
- イシュタリアサーガ ※DMM.comラボ/NGM Studio 2015年7月29日終了。
- 団地妻コレクション ※2015年7月31日終了。
- 部活少女バトル ※DMM.comラボ 2015年8月10日終了。
- ブラウザ雀士スーチーパイ ※2015年8月11日終了。
- 大征服！ゆけゆけ悪の秘密結社！〜ヒーロー悪堕ち大作戦〜 ※株式会社トランスポーター 2015年8月13日終了。
- 調教！クリトリア共和国〜催眠の書〜 ※背景の一部に『ゼノブレイド』からの盗用が発覚したため、2015年8月18日終了。
- 王族探偵 ※2015年8月24日終了。
- トロイア戦姫 ※2015年8月28日終了。
- 吸われてガールズH ※2015年9月8日終了。
- 汚職列島ZIPANG ※DMM.comラボ 2015年9月25日終了。
- 神姫戦舞〜ロストグリモワール〜 ※『グランブルーファンタジー』からのソース盗用が発覚したため、正式サービス開始前に終了。
- 恋姫†夢想 三国コレクション ※2015年9月30日終了。
- エンジェリックサーガ/エンジェリックサーガ 〜X指定〜 ※DMM.comラボ 2015年9月30日終了。
- 終天のトロイメライ ※DMM.comラボ 2015年9月30日終了。
- ぷるぷる大戦　〜揺れてるくせに生意気な！〜 ※2015年9月30日終了。
- マーメイド・ゴシック ※2015年10月8日終了。
- エロ☆触手拷問 ※2015年10月14日終了。
- 激エロ萌えコレクション ぷる★すき ※2015年10月14日終了。
- のべエロ ※2015年10月14日終了。
- プリンセスオーブ ※2015年10月14日終了。
- 【動画あり】枕アイドルハメまくりワロタwww ※2015年10月14日終了。
- 戦国闘檄 〜バーニングスピリッツ〜 ※DMM.comラボ/HOBIBOX 2015年10月14日終了。
- 悪逆のケモノコレクター ※2015年10月15日終了
- 愛奴コレクター ※DMMゲームズ/HOBIBOX/つるみく 2015年10月26日終了。
- Gilded Cage ※DMM.comラボ　2015年10月29日終了。
- 絶対君主と溺愛メイド 〜彼に全てを奪われて〜 ※DMM.comラボ 2015年10月29日終了。
- エロ萌え美少女パーク ※2015年10月30日終了。
- ふだんし!!〜美彩贔学園BL漫画部〜 ※株式会社ビジュアルワークス 2015年10月30日終了。
- ハーレムカンパニー ※DMM.comラボ 2015年10月30日終了。
- ガールズ&プレジデンツ！ ※DMM.comラボ 2015年10月30日終了。
- パパの大暴走 〜保母という名の玩具〜 ※2015年10月30日終了。
- 夜勤病棟 for DMM ※2015年10月30日終了。
- すたぴぃ あなたはもっと輝ける ※DMM GAMES×RED×講談社 2015年11月2日終了。
- 極上カーセックス ※ロングソード株式会社 2015年11月13日終了。
- ラストサマナー ※DMM.comラボ、開発：株式会社スマイルマイスター 2015年11月16日終了。
- 童話大戦！アクメテエロス ※2015年11月19日終了。
- 小悪魔天使 ※2015年11月27日終了。
- 鎧姫 ※DMM.comラボ 2015年11月30日終了。
- 性剣錬成モンハメサーガ ※株式会社Views 2015年11月30日終了。
- 信長は俺の嫁。〜姫武将1000人斬り〜 ※2015年12月7日終了。
- 二階堂記念病院 〜愛と欲望の甘い罠〜 ※2015年12月7日終了。
- 翠星のガルガンティア THE NEW VOYAGE ※2015年12月17日終了。
- ハコニワーカーズ ボクと彼女とバラバラ世界 ※2015年12月18日終了。
- BIN☆CANダーリン ※2015年12月18日終了。
- 空戦乙女☆ヴァージンストライク ※2015年12月18日にいったん終了したものの、2016年4月28日に、にじよめにて『空戦乙女-スカイヴァルキリーズ-』に名前と内容（一般向け）を改めてサービス再開。
- 娘拳 ※2015年12月21日終了。
- バハムートクライシス ゼロ ※株式会社コアエッジ、株式会社エニッシュ DMM GAMES版は2015年12月22日に終了したが、現在はYahooモバゲー、ハンゲームなど他社ゲームサイトにて運営中。
- 姫銃-HiME×GUN- ※DMM.comラボ、レーベル：TEAM ZERO 2015年12月24日終了。
- 男ノ頂 ※DMM.comラボ 2015年12月25日終了。
- ダンジョンズ&プリンセス ※DMM.comラボ、レーベル：TEAM ZERO 2015年12月28日終了。
- バブルワールド ※2016年1月12日終了。
- 声カレ〜放課後キミに会いに行く〜 ※DMM.comラボ 2016年1月12日終了。
- デビルアナライズ ※レーベル：TEAM ZERO 2016年1月19日終了。
- 爽快！パズエロ女学園 ※2016年1月29日終了。
- エロゲーてんこもり for DMM ※2016年1月29日終了。
- 妄想メダル ※2016年2月5日終了。
- ダンジョンヒーロー Complete Edition ※ガリアレボリューション株式会社 2016年2月29日終了。
- ひつじ×クロニクル ※DMM.comラボ、レーベル：シズルラボ 2016年3月31日終了。
- アフタースクールヴァルキリー/アフタースクールヴァルキリーR 2016年3月31日終了。
- クリムゾンセクシャルコロシアム 2016年3月31日終了。
- ラビリンスバインド ※レーベル：PINK STAR 2016年3月31日終了。
- 天地無用！花嫁繚乱 ※DMM.com POWERCHORD STUDIO/梶島正樹/愛天地無用製作委員会 2016年4月15日終了。
- ダンジョンストライカー ※EYEDENTITY GAMES 2016年4月20日終了。
- エロかわマスター！ ※DMM.comラボ、レーベル：PINK STAR　2016年4月20日終了。
- Fairy Fantasia0〜ゼロ〜 2016年4月26日終了。
- おっぱい大戦〜おっぱいぜんぶオレのモノ！〜 ※株式会社CA、レーベル：AV GAMES 2016年4月28日終了。
- AVアイドルグランプリ ※株式会社CA 2016年4月28日終了。
- 千年蝶歌　〜濡れた愛の鎖〜 2016年4月28日終了。
- つりカノジョ〜釣りとあの娘と魚と僕と〜つりカノジョ〜釣りとあの娘と魚と僕と〜 2016年5月9日終了。
- パズルオブワルキューレ 2016年5月10日終了。
- 万引きGメン悪い娘にはお仕置です！ソフト/万引きGメン悪い娘にはお仕置です！※レーベル：PINK STAR 2016年5月25日終了。
- グランドハーレム ※レーベル：TEAM ZERO 2016年5月25日終了。
- 妖怪リング　〜もののけ娘☆パラダイス〜 ※2016年5月26日終了。
- おいらん乙女 〜淫れそめにし〜 ※DMM.comラボ 2016年5月31日終了。
- 逆転大奥〜想ひ淫れて〜 ※DMM.comラボ 2016年5月31日終了。
- M.A.D 2016年6月13日終了。
- SPYコレクション〜すぱコレ〜 ※株式会社CA レーベル：AV GAMES 2016年6月30日終了。
- 神魔×絶頂☆ぷるるんイクシーズ 2016年6月30日終了。
- 仮面ライダー メガトンスマッシュ ※バンダイナムコオンライン 2016年6月30日終了。
- ハーレムシェイク・オブ・ワルキューレ ※2016年6月30日終了。
- 迷宮探索ドラゴンプリンセス/迷宮探索ドラゴンプリンセス X-rated ※レーベル：TEAM ZERO 2016年07月14日終了。
- マンション☆うぉ〜ず！ ※レーベル：K-Million　2016年07月20日終了。
- 学都戦記レリックハート/学都戦記レリックハートR ※株式会社シンクロジック 2016年7月22日終了。
- 仮面ライダー　メガトンスマッシュ ※2016年7月28日終了。
- ぷらねっとき〜ぱ〜 ※DMM.comラボ 2016年7月29日終了。
- 影牢 〜トラップ ガールズ〜 ※コーエーテクモゲームス 2016年7月29日終了。
- LUPIN the Third -峰不二子という女-ガジリオン ※2016年7月29日終了。
- イノセントベイン ※DMM.comラボ 2016年8月1日終了。
- ドラゴンアポカリプス（ドラゴンプロヴィデンス 〜一般版〜） ※DMM.comラボ、レーベル：シズルラボ　2016年8月1日終了。
- マジカルウィッチストーリーズ/マジカルウィッチストーリーズxR 2016年8月16日終了。
- ゴクジョッ。〜奪！パンツこれくしょん〜 ※クリーク・アンド・リバー 2016年8月16日終了。
- ザクセスヘブン リベリオン ※バンダイナムコオンライン/DMMゲームズ 2016年8月17日終了。
- 魔法学院バカルディ 〜ルシファー、魔王やめるってよ〜 2016年8月18日終了。
- シューティングガール ※DMM.comラボ 2016年8月29日終了。
- アイドルスクール！ULTRA-ORANGE ※DMM.comラボ/La'cryma 2016年8月30日終了。
- ペロペロ催眠 ※DMM.comラボ、レーベル：K-Million 2016年8月31日終了。
- エロマス！〜アイドルを虜にするSEX革命マニュアル〜 2016年8月31日終了。
- 極嬢トライブ！ R指定 ※2016年8月31日終了。
- 新訳闘神都市〜Girls Tamer〜 ※2016年9月7日終了。
- アダムとイヴと彷徨えし方舟/アダムとイヴと彷徨えし方舟X 2016年9月21日終了。
- レーシング娘。 ※DMM.com POWERCHORD STUDIO　2016年9月27日終了。
- To LOVEる ダークネス Idol Revolution 2016年9月30日終了。
- Quiz of Walkure/Quiz of Walkure　〜X指定〜 ※DMM.comラボ、レーベル：PINK STAR 2016年9月30日終了。
- TOKYO天魔 -DEVIL SLAVE- ※株式会社シンクロジック 2016年10月25日終了。
- ギャングレイヴ/ギャングレイヴX ※DMM.comラボ 2016年10月28日終了。
- 大冒険！ゆけゆけ☆おさわりアイランド ※株式会社トランスポーター 2016年10月31日終了。
- 超大冒険！ゆけゆけ☆おさわりアイランド ※株式会社トランスポーター 2016年10月31日終了。
- カオスサーガ ※DMM.com、ブライブ 2016年11月15日にサービスインしたものの、キャラクターの一部に『ファイナルファンタジーXI』からの盗用が発覚したため、2016年11月16日終了。
- モンスター娘のいる日常 オンライン ※DMMゲームズ/ネオス株式会社/オカヤド／徳間書店・モン娘パートナーズ 2016年11月22日終了。
- 弩龍戦機 ※DMM.com POWERCHORD STUDIO 2016年11月30日終了。
- Fairy Fantasia〜業界初!イカせアニメ搭載 ※レーベル：PINK STAR 2016年11月30日終了。
- 時ノ空学園 SAGA-覚醒乙女- ※DMM.comラボ 2016年12月20日終了。
- デモンズ★キッチン 〜食材(娘)を罠にハメるインモラルなレシピ〜 ※DMM.comラボ 2017年1月30日終了。
- ごちそう娘と魔王の厨房 〜POWERED BY DEMON'S★KITCHEN〜 ※DMM.comラボ 2017年1月30日終了。
- もっと姉、ちゃんとしようよ! ※2017年1月31日終了。
- ドラゴンタクティクス メモリーズ ※2017年2月13日終了。
- 夜緊病闘-MIDNIGHT NURSE WARRIORS- ※株式会社シンクロジック、mink ※2017年2月17日終了。
- EmpressEnergy ※2017年2月20日終了。
- 最終痴漢電車 TARGET COLLECTION ※2017年2月24日終了。
- シュプリームエンジェル/シュプリームエンジェルR ※株式会社タムタム 2017年2月24日終了。
- 超巨大！ジュラシック娘 健全版/超巨大！ジュラシック娘 ※DMM.comラボ 2017年2月27日終了。
- 銀河英雄伝説タクティクス ※2017年2月28日終了。
- ぜったい遵守☆ぱこぱこカーニバル！！ ※ホビボックス 2017年2月28日終了。
- VIIDOG CODE -ヴィドッグ・コード- ※DMM.comラボ 2017年2月28日終了。
- 快感×絶頂！美少女ロワイヤル ※2017年2月28日終了。
- GIGA特撮ヒロイン凌辱大戦 ※DMM.comラボ、GIGA、スマホゲーム 2017年2月28日終了。
- GALギャング！！ 〜AV女優大乱交バトル〜 ※株式会社WILL 2017年3月2日終了。
- 淫獣ブレイバー ※DMM.comラボ 2017年3月22日終了。
- EmpressEnergy ECSTASY ※提供:合同会社DMMGAMES
- 神航の地平線 ※DMM.comラボ、レーベル：TRICK STAR 2017年4月27日終了。
- 機動戦車チハたん/機動戦車チハたんX ※DMM.comラボ 2017年4月28日終了。
- 俺タワー -Over Legend Endless Tower- ※DMM.com POWERCHORD STUDIO/マーベラス 2017年5月1日終了。
- 無限三国志/夢限三国志R ※DMM.com OVERRIDE 2017年5月9日終了。
- ドスケベ極道伝 女をイカせて天下を狙え！ ※株式会社WILL 2017年5月29日終了。
- 月華の戦姫 ※DMM.comラボ 2017年6月13日終了。
- V.D. -バニッシュメント・デイ- ※DMM.com POWERCHORD STUDIO/GCRAFT　2017年6月23日終了。
- 月華武装 フェアリーテイルプリンセス ※DMM.comラボ、Androidアプリ 2017年6月26日終了。
- ラグナストライクエンジェルズ ※DINGO、Aniplex Mobile/DMM GAMES/38M GIRLS 製作委員会 2017年5月31日終了、DINGOが倒産した影響が指摘されている[35]。
- UNLEASHED ※DMM.comラボ、Androidアプリ 2017年7月7日終了。
- Girls HERO ※株式会社WILL 2017年9月29日終了。
- 天歌統一ぷろじぇくと ※マーベラス/DMM.comラボ 8月23日（R版と同時）終了。
- おそ松さん ダメ松．コレクション〜6つ子の絆〜 ※赤塚不二夫／おそ松さん製作委員会 Developed by株式会社クロスゲームズ
- マジカルフォーゼ プリズムガール/マジカルフォーゼ プリズムガールxR ※株式会社FUNYOURS JAPAN 2017年9月20日終了。
- AKIBA'S TRIP Festa! ※DMM GAMES/アクワイア 2017年9月22日終了。
- しんけん!! ※DMM.com POWERCHORD STUDIO 2017年9月29日終了。
- パズル&ドールズ ※DMM.comラボ、レーベル：PINK STAR 2017年10月16日終了。
- 薄桜鬼 士道演戯 ※株式会社デジタルクエスト/アイディアファクトリー 2017年10月31日終了。
- もののふ〜白百合戦舞姫〜 ※DMM.comラボ、レーベル：TEAM ZERO 2017年12月26日終了。
- らぶコンパス ※DMM.comラボ 2018年1月12日終了。
- クラッシュ・オブ・パンツァー ※DMM.com OVERRIDE 2018年1月26日終了。
- 大聖戦！ヴァルキリーサーガ 〜淫乱の戦乙女〜 ※DMM.comラボ 2018年2月16日終了。
- レッドコラプション ※DMM.comラボ 2018年2月22日終了。
- ストライクウィッチーズ 軌跡の輪舞曲 ※株式会社スーパーアプリ 2018年2月28日終了。
- アイドルフェスティバル サンシャインスターズ ※株式会社WILL 2018年3月20日終了。
- GRANATHA XTREME ※ネオウィズ・ゲームズ・コーポレーション、提供：合同会社DMMGAMES　2018年3月27日終了。
- 聖クレアトル女学園（魔法科） ※提供:合同会社DMMGAMES　2018年3月28日終了。
- イディオムガール/イディオムガールΩ ※DMM.comラボ　2018年3月30日終了。
- 天衣創聖ストライクガールズ/天衣創聖ストライクガールズ エクスタシオ　※DMM.comラボ、Androidアプリ　2018年4月11日終了。
- 麻雀 of Walkure/麻雀 of Walkure　〜X指定〜　※DMM.comラボ 2018年4月20日終了。
- OBSIDIAN LEGACY（オブシディアンレガシー） ※DMM.com POWERCHORD STUDIO　開発元:Black Tower Studios 2018年4月20日終了。
- 大江戸ソープランド ※提供:株式会社サクラゲート 2018年4月27日終了。
- Dragon Knight5 ※DMM.comラボ 2018年5月8日終了。
- AVアイドルプロデューchu ※株式会社WILL 2018年5月14日終了。
- Re:Bless/Re:Bless X ※DMM.comラボ 2018年5月16日終了。
- ヌレスケパラダイス/ヌレスケパラダイスX ※提供：鳳デザイン株式会社 2018年6月20日終了。
- AVベースボール 〜ワイの好きなAV女優で打線組んだ〜 ※提供：合同会社DMMGAMES 2018年6月26日終了。
- パンティークラッシュ ※DMM.comラボ　2018年7月2日終了。
- マブラヴ オルタネイティヴ ストライク・フロンティア ※âge/イクストル/DMM GAMES 2018年7月5日終了。
- ガールズユニオン ※DMM.comラボ 2018年7月27日終了。
- 天頂-TEPPEN-/天頂-TEPPEN- 極 ※2018年7月31日終了。
- Noah’sGate インモラルな少女とタイムトリップするADV ※提供：株式会社ボーロ 2018年7月31日終了。
- メモリア〜戦場のエレクトロガール/メモリア〜戦場のエレクトロガール X ※提供：株式会社シンクロジック 2018年8月6日終了。
- キルドヤ 意識高い系ワード擬人化RPG/キルドヤR ※DMM.comラボ 2018年8月9日終了。
- IS＜インフィニット・ストラトス＞アーキタイプ・ブレイカー ※DMM GAMES・弓弦イズル・オーバーラップ (企業)/Project IS　2017年12月5日開始→2018年8月27日終了
- ユバの徽 ※DMM.com POWERCHORD STUDIO 2018年9月26日終了。
- TOKYO EXE GIRLS/TOKYO EXE GIRLS　〜X指定〜 ※提供：株式会社ボーロ 2018年10月31日終了。
- 星のガールズオデッセイ ※提供：MONKEY GAMES 2018年11月8日終了。
- Lord of Walkure/Lord of Walkure 〜X指定〜 ※DMM.comラボ 2018年12月10日終了。
- ガーディアン・ミストレス ※株式会社WILL 2018年12月17日終了。
- Bloody Chain（- X -） ※DMM.comラボ、2018年12月18日終了[36]。
- 恋姫†夢想〜英雄烈伝〜 ※提供：合同会社DMMGAMES 2018年12月21日終了。
- ドピュっと！！ヤリコンパス ※提供：合同会社DMMGAMES 2018年12月28日終了。
- ギャングオブヘブン ※提供:株式会社ボーロ、2019年1月31日終了。
- 魔王の始め方オンライン ※提供：株式会社ボーロ、2019年1月31日終了。
- クラン戦記（R） ※提供：株式会社リブリーズ/合同会社MIKAGE 2019年2月28日終了。
- 鋼鉄の守護姫兵団（xR） ※提供：株式会社FUNYOURS JAPAN 2019年3月19日終了。
- 娘々三国志〜天下にエロ男はただ一人〜 ※2019年3月25日終了。
- 女神にキスを！〜Goddess Kiss（-X）〜 ※DMMGAMES/Dbros Co., Ltd.、2019年3月25日・2019年10月31日終了[37]。
- 必察！ロケットナース ※提供：株式会社デジタルクエスト 2019年3月27日終了。
- 対魔忍アサギ 決戦アリーナ ※提供：株式会社インフィニブレイン 2019年3月29日終了。
- 恒星少女 -Do The Scientists Dream of Girls' Asterism?- ※合同会社DMM.com 2019年4月1日終了。
- 極光のレムリア ※提供：株式会社 FUNYOURS JAPAN 2019年4月18日終了。
- 人妻浮気探偵 ※株式会社WILL、2019年4月26日終了。
- ヴィーナス†ブレイド レイジング（X） ※提供：株式会社シンクロジック 2019年5月17日終了。
- BALDR ACE ※提供:株式会社エディア 2019年5月30日終了。
- ガールズ・ヘルファイア ※DMM.com OVERRIDE、提供：合同会社DMMGAMES 2019年5月31日終了。
- 封神R ※提供:株式会社テクノード 2019年5月31日終了。
- エンジェルロック（X） Feel Girl's Emotion ※提供：株式会社PURERO　2019年1月23日開始→2019年6月28日午後3時終了[38]
- SUMMON GIRLS CRUSADE ※提供：株式会社ロケッツゲームズ 2019年6月28日終了
- クロスオーバード（R） ※DMM GAMES、レーベル：TRICK STAR 2019年7月30日終了。
- スターリィパレット ※DMM.com OVERRIDE/DMM GAMES 2019年9月6日終了
- LitGear（-X） ※提供：株式会社KOKUBUN  2019年9月30日終了
- マジックミラー号のAV監督になろう！-マジかん- ※提供：株式会社サクラゲート 2019年10月15日終了
- キャバ王〜キャストは全員AV女優〜 ※株式会社WILL、レーベル：AV GAMES 2019年10月21日終了
- 戦国ランブレイド ※提供：平沢情報技術株式会社 2019年11月20日終了
- 戦国プロヴィデンス（X） ※DMM GAMES 2019年11月29日終了
- メイドリーム〜従順メイドのHなご奉仕〜 ※株式会社WILL 2019年11月29日終了
- ピグブレイブ ※サイバーエージェント 2019年12月2日終了
- Oblivious ※提供：WOWGAME Inc. 2019年12月26日終了
- 蒼き鋼のアルペジオ -アルス・ノヴァ- Re:Birth ※2020年1月31日終了
- パトリアークエクスタシー ※アラリオ株式会社 and GameUS Corp.、提供：DMM.comラボ 2020年2月27日終了
- 剣と幻想のアカデミア ※提供：株式会社テクノフロンクス 2020年3月25日終了
- CIRCLET PRINCESS（R） ※DMM GAMES、DMM.comラボ　2020年3月31日終了[39]
- UNITIA（X） 神託の使徒х終焉の女神 ※提供:テクロス/DMM GAMES　2018年7月31日開始→2020年3月31日午後2時終了
- 真 姫狩りインペリアルマイスター ※DMM GAMES/エウシュリー/T.G.Games 2020年4月24日終了
- ドラゴンプロヴィデンス ※DMM.comラボ、レーベル：シズルラボ 2020年4月24日終了
- Skyforge（PC・PlayStation 4DL） ※My.com B.V.[40]2020年4月30日終了
- 政剣マニフェスティア ※提供:株式会社テクノード　2016年2月2日開始→2020年7月10日終了
- なむあみだ仏っ!-蓮台 UTENA- 2020年8月31日終了
- オーブジェネレーションR〜攻防する異能力少女〜 ※DMM GAMES/Dbros Co., Ltd. 2020年9月23日終了
- 新宿スカウトバトル ※開発：AV GAMES、WILL 2020年10月30日終了
- 一血卍傑-ONLINE- ※DMM.com OVERRIDE/Rejet 2021年1月25日終了[41]
- ハーレムコロリッジ ※株式会社WILL 2021年3月31日終了
- ロストノア ※EXNOA LLC 2021年4月30日終了[42]
- 電脳天使ジブリール ※DMMGAMES/フロントウイング 2021年5月31日終了
- PLAYERUNKNOWN'S BATTLEGROUNDS ※PUBG.corp Windows版のみ2021年6月2日終了[43]
- 巨神と誓女（R） ※EXNOA LLC　2020年7月21日開始→2021年6月30日午前12時終了
- ガールズシンフォニー：Ec 〜新世界少女組曲〜（旧『ガールズシンフォニー 〜少女交響詩〜』） ※DMM.com OVERRIDE　2017年2月14日開始→2021年7月29日終了
- 装甲娘 ※DMM GAMES/レベルファイブ　2021年7月6日終了
- ガールズ・ブック・メイカー 〜君が描く物語〜 ※EXNOA LLC・NEXTON/YUMEMIRU　2021年7月30日終了
- イケゴブ！（R） ～何故かイケメンに生まれたゴブリンが美女を虜にするチートを使ってハーレム軍団で好き放題！？～ ※EXNOA LLC　2021年1月18日開始→2021年7月30日終了
- スクールさーばんつ！（R） ※提供:合同会社EXNOA　2021年8月12日終了
- 宝石姫 JEWEL PRINCESS（〜H指定〜） ※DMM GAMES→EXNOA LLC/OIRAN DOCHU（レーベル）/GeePlus, Inc.　ジャンル：RPG　世界観設定・メインシナリオ：都月景　3Dパートディレクション（モデル・モーション・エフェクト）・キャラクターモデル＆キャラクターモーション制作：株式会社PICO studio　2018年6月6日開始→2021年12月28日午前12時終了
- ブレイヴガール レイヴンズ（xR） ※株式会社FUNYOURS JAPAN　2015年10月開始→2021年9月30日終了[44]
- ファンタジア・リビルド ※KADOKAWA、EXNOA LLC　2021年12月17日終了[45]
- ドヤスト ※EXNOA LLC Developed by StudioZ　2021年12月31日終了[46]
- 要塞少女（X） ※EXNOA LLC　ジャンル：新感覚進軍バトルRPG　2020年3月24日開始→2022年2月28日終了[47]
- 真・恋姫†夢想〜天下統一伝〜 ※提供:合同会社EXNOA　2022年3月10日終了
- 英雄*戦姫WW（X） ※大槍葦人/英雄＊戦姫製作委員会/DMMGAMES　2022年3月29日終了[48][49]
- ジェミニシード（Gemini Seed） ※EXNOA LLC　2022年3月31日終了
- Re:ゼロから始める異世界生活 禁書と謎の精霊 ※2021年7月14日開始→2022年7月14日午後2時終了
- プラスリンクス ～キミと繋がる想い～（R） ※EXNOA LLC　2022年6月21日終了
- 凍京NECRO〈トウキョウ・ネクロ〉 SUICIDE MISSION（R） ※NITRO ORIGIN/DMM GAMES　2022年6月30日終了
- まほろば妖女奇譚（X指定） ※EXNOA LLC Developed by fusion studio　2022年6月30日終了
- Alice Closet ※DMM GAMES　ジャンル：花人形着せ替えゲーム　2019年8月30日開始→2022年8月31日午後4時終了
- 流星ワールドアクター The Strange World（X） ※EXNOA LLC、FUNYOURS JAPAN　2022年9月12日終了
- 神殺しのアリア（-X-） ※EXNOA LLC　ジャンル：3DリアルタイムバトルRPG　CGスーパーバイザー・キャラクターモデル＆キャラクターモーション制作：株式会社PICO studio　2021年11月29日開始→2022年9月29日午後3時終了
- アイ・アム・マジカミ（DX）（旧『マジカミ』） ※提供：株式会社インサイト/StudioMGCM　2019年6月26日開始→2023年10月31日午前12時終了
- エラーゲームリセット ※セガ　ジャンル：名作ゲームの擬人化RPG　キャラクターデザイン：ゆーげん　2023年4月25日開始→2024年1月5日午前12時終了
- シャングリラドライブ（X） ※EXNOA LLC　キャラクターデザイン：もじゃりん[50]　2023年6月13日開始→2024年1月12日午後5時終了[51]
- BLUE REFLECTION SUN/燦 ※EXNOA LLC/コーエーテクモゲームス　2023年2月21日開始→2024年5月30日終了[52]
- ウインドボーイズ！ ※EXNOA LLC　2021年11月15日開始→2024年5月30日14時終了[53]

### 開発中止・未定
- 社にほへと ※諸問題により、2017年9月11日に開発中止を発表[54]。
- カタルシステージ！ ※DMM GAMES/Digital Sky　2021年9月1日に開発中止を発表。
- 星彩のアステルマキナ※関係各社協議の結果、開発中止を発表。DMM GAMES/クリアレーヴ[55]

### ネイティブアプリゲーム
App StoreまたはGoogle Play配信のスマートフォンアプリ（モバイルゲーム）。
- FLOWER KNIGHT GIRL
- 刀剣乱舞-ONLINE- Pocket
- 千年戦争アイギスA
- 神姫PROJECT A
- 御城プロジェクト:RE
- ミストトレインガールズA
- 文豪とアルケミスト
- ミナシゴノシゴト
- あいりすミスティリア！～少女のつむぐ夢の秘跡～
- 戦国†恋姫オンライン ～奥宴新史～
- れじぇくろ！ ～レジェンド・クローバー～
- あやかしランブル！
- ヒューマン フォール フラット ※No Brakes Games[56]
- Arrow Catch 3D - 爽快アクションゲーム
- Paint Royale 3D
- LAYERS OF FEAR ※Bloober Team S.A.[57]
- 天啓パラドクス
- コードギアス 反逆のルルーシュ ロストストーリーズ
- 宝石姫 Reincarnation
- モンスター娘TD
- ティンクルスターナイツ
- アライアンスセージ・魔脈の花嫁と魔王の柱 最強健全版

#### 終了したアプリゲーム
| 作品名                                                      | 開発元                                   | 配信開始日                                    | 配信終了日                          | 備考 |
| ----------------------------------------------------------- | ---------------------------------------- | --------------------------------------------- | ----------------------------------- | --- |
| ラフジャスティス                                            | DMM.comラボ                              |                                               | 2014年02月28日                      | |
| ヴァンハント〜Holy Knight〜                                 | 宮崎摩耶/CAMMOT                          |                                               | 2015年6月24日                       | 原作は宮崎摩耶の漫画『Holy Knight』 |
| 斬-Xan- 戦国闘檄・無双伝                                    | DMM.comラボ/HOBIBOX                      |                                               | 2014年7月                           | 開発元を同じくする「戦国闘檄 ～バーニングスピリッツ～」とは世界観が共通している。 |
| Brain Heroes（ブレインヒーローズ） - 偉人対戦型脳トレゲーム |                                          |                                               |                                     | |
| 魔法少女大戦タクティクス                                    |                                          |                                               | 2016年1月21日                       | |
| 忍務遂行                                                    | DMM.comラボ                              |                                               | 2016年5月10日                       | |
| バトルマーチ・オブ・ワルキューレ                            | DMM.comラボ                              | 2015年12月15日                                | 2016年6月30日                       | |
| ドラゴンアポカリプス（ドラゴンプロヴィデンス 〜一般版〜）   |                                          |                                               | 2016年8月1日                        | |
| プリンセスパンツァー〜三人の姫と空白の大地〜                | DMM.comラボ                              |                                               | 2016年8月1日                        | |
| プリンセスパンツァー ハートネス                             |                                          |                                               | 2016年8月1日                        | |
| バニッシュメント・デイ                                      | DMM.com POWERCHORD STUDIO                |                                               | 2017年1月20日                       | |
| 魔法図書館キュラレ                                          |                                          |                                               | 2017年2月28日                       | |
| OZ Chrono Chronicle                                         | DMM.comラボ                              |                                               | 2017年2月28日                       | |
| きみとくりお                                                | DMM.com POWERCHORD STUDIO/株式会社SAITEC | 2016年6月9日                                  | 2017年5月31日                       | |
| GRANATHA ETERNAL                                            | DMM GAMES/NEOWIZ GAMES                   | iOS版：2016年6月14日 Android版：2016年6月28日 |                                     | |
| フレンドラ〜竜とつながりの島〜                              | DMM.com POWERCHORD STUDIO                | 2016年3月4日                                  | 2017年10月25日                      | |
| 絢爛乙女ガールズストライカー                                | DMM.comラボ                              |                                               | 2018年2月21日                       | |
| レジェンヌ                                                  | DMM.com POWERCHORD STUDIO                | 2017年8月31日                                 | 2018年6月25日                       | |
| EGGLIA 〜赤いぼうしの伝説〜                                 | DMM.com POWERCHORD STUDIO/BROWNIES       |                                               | 2018年8月15日                       | |
| 勇者ヤマダくん                                              | DMM.com POWERCHORD STUDIO/Onion Games    |                                               | 2018年12月20日                      | |
| ウイニングハンド                                            | DMM.com POWERCHORD STUDIO                |                                               | 2019年1月25日                       | |
| CODE:SEED -星火ノ唄-                                        | DMM GAMES/HFDogs Studio                  | 2019年12月4日                                 |                                     | |
| 三国志戦姫〜乱世に舞う乙女たち〜                            |                                          |                                               | 2019年3月25日                       | |
| まちむす 地球防衛ライブ                                     |                                          |                                               | 2020年5月15日                       | |
| EGGLIA 〜最期のたまご〜                                     | DMM.com POWERCHORD STUDIO/BROWNIES       | 2018年8月16日                                 | 2020年7月21日Brownies Inc.に譲渡    | 『EGGLIA 〜赤いぼうしの伝説〜』のリニューアル版で、『赤いぼうしの伝説』から通信機能等が削除されている。 『赤いぼうしの伝説』とあわせてNintendo Switch用ソフト『EGGLIA Rebirth』としてリメイクされ、2021年12月16日に発売された。 |
| Witch’s Weapon -魔女兵器-                                   | DMM GAMES/SUIKINREI                      |                                               | 2020年8月27日終了・PC版リリース中止 | |
| オーブジェネレーション                                      | DMM GAMES/Dbros Co., Ltd.                | 2020年1月16日                                 | 2020年9月23日                       | |
| ムーミンフレンズ                                            | Moomin Characters/DMM GAMES/MEMORY Inc.  |                                               | 2020年11月26日                      | |
| かんぱに☆ガールズ                                           | DMM.com OVERRIDE                         |                                               | 2021年7月12日                       | |
| 三国ブレイズ                                                | Youzu Interactive                        |                                               | 2021年12月23日                      | |
| 宝石姫 JEWEL PRINCESS                                       |                                          | 2020年2月13日                                 | 2021年12月28日午前12時              | |
| 凍京NECRO SUICIDE MISSION                                   |                                          |                                               | 2022年6月30日                       | |
| まほろば妖女奇譚                                            |                                          |                                               | 2022年6月30日                       | |
| Alice Closet                                                |                                          |                                               | 2022年8月31日午後4時                | |
| 神殺しのアリア                                              |                                          |                                               | 2022年9月29日午後3時                | |
| プラオレ！～SMILE PRINCESS～                                |                                          |                                               | 2022年11月30日15時                  | PC【DMM GAME PLAYE】版も存在していた |
| エラーゲームリセット                                        |                                          |                                               | 2024年1月5日午前12時                | |
| BLUE REFLECTION SUN/燦                                      |                                          |                                               | 2024年5月30日                       | |
| ウインドボーイズ！                                          |                                          |                                               | 2024年5月30日                       | |

### コンシューマーゲーム
| 作品名                                                       | プラットフォーム                                                 | 開発元                                      | 発売日 | 備考                                                                                        | 注                              |
| ------------------------------------------------------------ | ---------------------------------------------------------------- | ------------------------------------------- | --- | ------------------------------------------------------------------------------------------- | ------------------------------- |
| がるメタる!                                                  | Nintendo Switch                                                  | ナウプロダクション                          | 2018年2月8日 |                                                                                             | [ 82 ]                          |
| Trove -きらきらトレジャーパック-                             | PlayStation 4                                                    | Trion Worlds, Inc.                          | 2018年4月19日 | 『Trove』日本語版本体に加え、ゲーム内アイテム等を収録したプロダクトコードを付属した豪華版。 | [ 83 ]                          |
| キングダムカム・デリバランス                                 | PlayStation 4 PC【DMM GAME PLAYER】                              | Warhorse Studios s.r.o.                     | 2019年7月18日 |                                                                                             | [ 84 ]                          |
| アンセスターズレガシー                                       | PlayStation 4                                                    | Destructive Creations                       | 2019年12月19日 |                                                                                             | [ 85 ]                          |
| デイメア：1998                                               | PlayStation 4 PC【DMM GAME PLAYER】                              | INVADER STUDIOS                             | 2020年2月20日 |                                                                                             | [ 86 ] [ 87 ]                   |
| Frostpunk                                                    | PlayStation 4 PC【DMM GAME PLAYER】                              | 11 bit studios                              | 2020年2月27日 |                                                                                             | [ 88 ]                          |
| レムナント：フロム・ジ・アッシュ                             | PlayStation 4                                                    | Gunfire Games / Perfect World Entertainment | 2020年6月25日 |                                                                                             | [ 89 ]                          |
| BOSSGARD (ボスガルド)                                        | PlayStation 4 Nintendo Switch PC【DMM GAME PLAYER】              | Sand Sailor Studio                          | 2020年7月2日 |                                                                                             | [ 90 ]                          |
| Stellaris                                                    | PlayStation 4                                                    | パラドックスインタラクティブ                | 2020年8月27日 |                                                                                             | [ 91 ]                          |
| Mortal Shell                                                 | PC【DMM GAME PLAYER】 PlayStation 4 PlayStation 5                |                                             | 2020年8月28日 |                                                                                             | [ 92 ]                          |
| アトミクロップス                                             | PlayStation 4 Nintendo Switch PC【DMM GAME PLAYER】              | BiRD BATH GAME ／ RAW FURY                  | 2020年9月17日 |                                                                                             | [ 93 ]                          |
| セインツロウ ザ・サード：リマスタード                        | PlayStation 4 PlayStation 5                                      |                                             | PS4版：2020年9月30日 PS5版：2021年9月30日 |                                                                                             |                                 |
| ヴァンパイア：ザ・マスカレード 紐育に巣食う血盟              | PlayStation 4 Nintendo Switch PC【DMM GAME PLAYER】              | Draw Distance                               | 2020年11月12日 |                                                                                             | [ 96 ]                          |
| セインツロウIV リエレクテッド Switch版                       | Nintendo Switch                                                  |                                             | |                                                                                             |                                 |
| トレイルメーカーズ                                           | PlayStation 4                                                    | Flashbulb Games ApS                         | 2020年12月10日 |                                                                                             | [ 97 ]                          |
| Outward                                                      | PlayStation 4 PlayStation 5 PC【DMM GAME PLAYER】                |                                             | PS4版：2020年12月10日 PS5版：2022年7月14日 |                                                                                             |                                 |
| サムライジャック：時空の戦い                                 | PlayStation 4 Nintendo Switch PC【DMM GAME PLAYER】              |                                             | 2021年1月21日 |                                                                                             | [ 100 ]                         |
| RIDE4                                                        | PlayStation 4 Nintendo Switch PC【DMM GAME PLAYER】              | Milestone Srl.                              | 2020年11月26日 |                                                                                             | [ 101 ]                         |
| フェルシール：アービターズマーク                             | PlayStation 4 Nintendo Switch PC【DMM GAME PLAYER】              |                                             | 2021年1月28日 |                                                                                             | [ 102 ]                         |
| Monster Energy Supercross 4                                  | PlayStation 4 PlayStation 5                                      | Milestone S.r.l.                            | 2021年4月15日 |                                                                                             | [ 103 ]                         |
| スターレネゲード                                             | PlayStation 4 Nintendo Switch PC【DMM GAME PLAYER】              | Massive Damage Inc. / Raw Fury AB.          | 2021年4月28日 |                                                                                             | [ 104 ]                         |
| パスファインダー:キングメーカー ディフィニティブエディション | PlayStation 4 PC【DMM GAME PLAYER】                              | Owlcat Games                                | 2021年5月13日 |                                                                                             | [ 105 ]                         |
| MotoGP™21                                                    | PlayStation 4 Nintendo Switch PC【DMM GAME PLAYER】              | Milestone Srl.                              | 2021年5月13日 |                                                                                             | [ 106 ]                         |
| LIBERATED（リベレイテッド）                                  | PlayStation 4 Nintendo Switch PC【DMM GAME PLAYER】              | Atomic Wolf                                 | PC/Nintendo Switch/PlayStation 4版：2021年5月27日 Xbox Series X / Xbox One版：2022年4月20日                                                                                               |                                                                                             |                                 |
| ソング オブ ホラー                                           | PlayStation 4 Xbox One PC                                        | Protocol Games                              | PS4/PC版：2021年8月26日 |                                                                                             |                                 |
| アイアンハーベスト コンプリートエディション                  | PlayStation 5                                                    |                                             | 2021年10月28日 |                                                                                             | [ 110 ]                         |
| アセント                                                     | PC Xbox Series X Xbox One PlayStation 4 PlayStation 5            | Neon Giant                                  | PC / Xbox Series X / Xbox One版：2020年7月30日 PS4/PS5ダウンロード版：2022年3月24日 PS4/PS5パッケージ版：2022年5月19日                                                                    |                                                                                             |                                 |
| ウォー・モングレルス                                         |                                                                  | Destructive Creations                       | PC（Steam・Epic Games Store）：2021年10月19日 PC（DMM GAME PLAYER）：2022年4月8日 Xbox One、Xbox series Xダウンロード版：2023年4月25日 PS4/PS5パッケージ版／ダウンロード版：2023年7月13日 |                                                                                             | [ 113 ] [ 114 ] [ 115 ] [ 116 ] |
| Youtubers Life 2- ユーチューバーになろう-                    | PlayStation 4 Nintendo Switch                                    | Raiser Games                                | 2021年12月9日 |                                                                                             | [ 117 ]                         |
| 刀剣乱舞無双                                                 | Nintendo Switch                                                  | コーエーテクモゲームス                      | 2022年2月17日 |                                                                                             | [ 118 ]                         |
| Conan Chop Chop                                              | Nintendo Switch PlayStation 4                                    | Mighty Kingdom                              | 2022年3月31日 |                                                                                             | [ 119 ]                         |
| きみのまち サンドロック                                      | PC PlayStation 5 Nintendo Switch                                 | Pathea Games                                | PC（Steam）早期アクセス版:2022年5月26日 PS5／Nintendo Switchパッケージ版：2023年9月26日                                                                                                   |                                                                                             | [ 120 ]                         |
| ヴァンパイア：ザ・マスカレード スワンソング                  | PlayStation 4 PlayStation 5 Xbox One Xbox Series X Xbox Series S | Big Bad Wolf                                | 2022年8月18日 |                                                                                             |                                 |

### メディアミックスプロジェクト
- バドミントンガールズ　 ※DMM GAMES初のオリジナルIPとして始動した大型のメディアミックスプロジェクト[121]。作品やキャラクターの世界観を伝える4コマ漫画の連載[122]、声優ユニット「バドミントンガールズ」による音楽活動[123][124]、ラジオ関西と音泉でレギュラーラジオ「バドミントンガールズ 〜聖ラファエル学院放送部〜」を展開。
- プラオレ!〜PRIDE OF ORANGE〜 ※サイバーエージェントとDMM GAMESによるメディアミックス作品

### PCゲーム
美少女ゲームブランド「エルフ (ブランド)」の一部タイトルや旧ホビボックスの知的財産権、美少女ゲームメーカー「ソフトハウスキャラ」のタイトル及びブランド、美少女ゲームメーカー「ミンク (企業)」の営業権を保有。
- STATIONflow（Steam）[127]
- うたわれるもの 散りゆく者への子守唄（Steam）[128]
- アイドル麻雀ファイナルロマンス2・R・4 Special[129]

#### DiGination
- 祝姫 ※DMM.comラボ
- FLIP＊FLOP 〜INNOCENCE OVERCLOCK〜
- FLIP＊FLOP ～RAMBLING OVERRUN～

##### Azurite
- シンソウノイズ〜受信探偵の事件簿〜
- あくまで、これは〜の物語
- タマユラミライ

##### Fluorite
- ソーサレス＊アライヴ！
- Missing-X-Link 天のゆりかご、伽の花

##### Heliodor
- 流星ワールドアクター
- 流星ワールドアクター Badge&Dagger

##### Hypersthene
- 社長隷嬢セレクション
- S〇Xしないと出られない部屋 ※販売終了

##### ユメミル
- ガールズ・ブック・メイカー -幸せのリブレット- ※ユメミル /ネクストン・DMM GAMES
- ガールズ・ブック・メイカー～グリムと三人のお姫さま～1
- ガールズ・ブック・メイカー～グリムと三人のお姫さま～2
- ガールズ・ブック・メイカー～グリムと三人のお姫さま～3
- ガールズ・ブック・メイカー～グリムと三人のお姫さま～

##### WonderFool
- 彼方の人魚姫

#### FG REMAKE
- 同級生リメイク
- 夜勤病棟リメイク[130]
- 同級生２リメイク
- 野々村病院の人々リメイク[131]

##### FANZA GAMES
- 安らぎ香る旅館～2人とのユートピア～
- 催眠彼女Holic 神待ち女子が押しかけ催眠！ ～ヤンデレ家出少女に堕とされる～
- もふもふ　異世界ネコ耳喫茶～メイドのオナサポ発情リフレ～
- 催眠彼女Holic 甘やかし系女子とバブみ催眠！ ～お姉ちゃんが催眠してあげる♪～
- Little Sister －おしかけ同棲生活－
- この世の果てで恋を唄う少女YU-NO【Windows10対応版】[132]

##### DG REMAKE
- 同級生リメイクCSver

#### evoLL
- とっても明るい！お嬢様の満喫☆夢のどすけべ生活
- Hではじけた悪戯ウィザード～魔法の力でいたずらし放題！～
- 南国プリズン ～漂流した無人島が子作りしないと出られない島だった件～
- 異世界の三姉妹さんが嫁いできました！？
- ラブカフェ～童貞な俺でも、巨乳女先輩と同棲できるってマジですか？

#### SUKARADOG
- 性歓恥凌マッサージ[133]
- 家出ギャルを拾ったので育ててみた[134]
- クールな佐久良さんは意外とエッチに興味津々です[135]
- 虜囚の女ヒーロー ～怪人たちとの闇の狂宴～[136]
- だらぱこ[137]
- 姦裏人 冷徹令嬢は学園寮に沈む[138]
- 姦裏人 偽りのメイドは裏切りに染まる
- 朔夜様は見て欲しい～露出願望が止まらない！～

### アニメ
- 天地無用! 魎皇鬼 第伍期

#### KINEMATICS
- 真救世主伝説 北斗の拳 Blu-ray BOX
- 乙女はお姉さまに恋してる 三つのきら星 The Animation
- 乙女はお姉さまに恋してる Blu-ray Archive BOX
- フォトン Blu-ray SET[139]
- 天地無用！GXP～パラダイス始動編～[140]
- ARIEL -エリアルー Blu-ray Archive BOX

#### ショーテン
アダルトアニメブランド
- 闇憑村/めるてぃーりみっと 上下巻
- 処女はお姉さまに恋してる 三つのきら星 The Animation 上下巻
- SLEEPLESS ～A Midsummer Night’s Dream～ The Animation 上下巻
- 雷光神姫アイギスマギア ―PANDRA saga 3rd ignition― 上下巻
- メスダチ The Animation サツキ編／千紗編
- いくものがかり The Animation 上下巻
- 楽園侵触 Island of the dead 上下巻
- 種付おじさんとNTR人妻セックス The Animation／種付おじさんとパパっ子JD催眠生活 The Animation
- SLEEPLESS Nocturne The Animation 上下巻
- 妹ぱらだいす！3 The Animation 完全版
- 満たされて目覚める朝に、地味な朝食を The Animation
- 夏が終わるまで 夏の終わり The Animation  上下巻

##### ショーテンヴィンテージ
- 御先祖賛江＆続・御先祖賛江 Blu-ray Archive BOX 20th SPECIAL EDITION
- Words Worth Blu-ray Archive BOX SPECIAL EDITION
- A KITE ＆ MEZZO FORTE Blu-ray SET
- Space Ofera アッガ・ルター Blu-ray SET

## 投資事業

### DMM GAMES Ventures
合同会社EXNOAによるゲーム関連企業を対象とした投資ファンド。

#### 投資先
- Rejet株式会社

## 不祥事
法人設立前のDMM GAMESが提供するゲームに関するものを含む。

### 『神姫戦舞～ロストグリモワール～』ソースコード問題
2015年7月28日より事前登録が開始された『神姫戦舞〜ロストグリモワール〜』の事前登録ページのソースコードにCygamesの『グランブルーファンタジー』のPVへのリンクがあることを指摘され、翌29日に事前登録を中止。9月14日に開発を中止した。その後『神姫PROJECT』として再リリースした。

### 『カオスサーガ』盗作発覚問題
オンラインゲーム『カオスサーガ』は2016年10月15日にサービスを開始した直後からTwitter上で「『ファイナルファンタジーXI』に似たグラフィックが多数ある」と指摘が相次ぎ、開始わずか1日後の10月16日にサービスが終了した。2017年8月4日、盗用があったことをDMM.com側が認め、謝罪した。

### 『魔王の始め方オンライン』盗作問題
2017年7月11日よりDMM.R18で配信された『魔王の始め方オンライン』はTYPE-MOON/アニプレックスのスマートフォンアプリ『Fate/Grand Order』に酷似していると指摘を受ける。1週間後の7月19日にサービスを停止し、課金をしたユーザ全員に対して支払った金額を全てDMMポイントとして返還した。その後、システム全体のリニューアルを経てサービスを再開した。